# Soroștin, Sibiu
Soroștin, mai demult Șoroștin, Șoroștiu, (în dialectul săsesc Schorstn, Schoresten, în germană Schorsten, Schoresten, Schorosten, Schorstein, în maghiară Sorostély) este un sat în comuna Șeica Mică din județul Sibiu, Transilvania, România.

## Personalități
- Ioan Bianu (delegat) (1882 - ?) deputat în Marea Adunare Națională de la Alba Iulia 1918

## Date geologice
Pe teritoriul acestei localități se găsesc izvoare sărate.

## Imagini

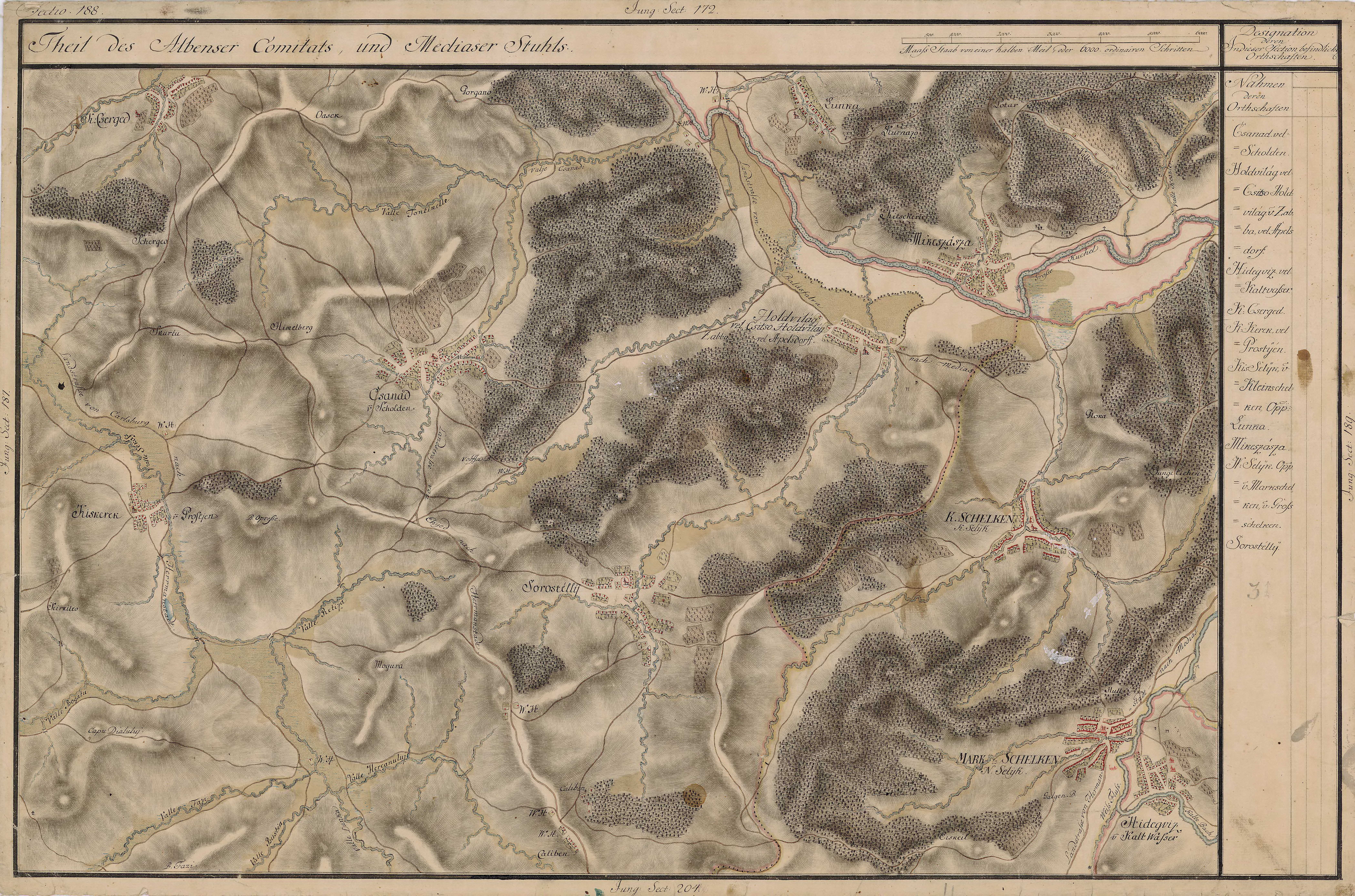
Soroştin în Harta Iosefină a Transilvaniei, 1760-1773
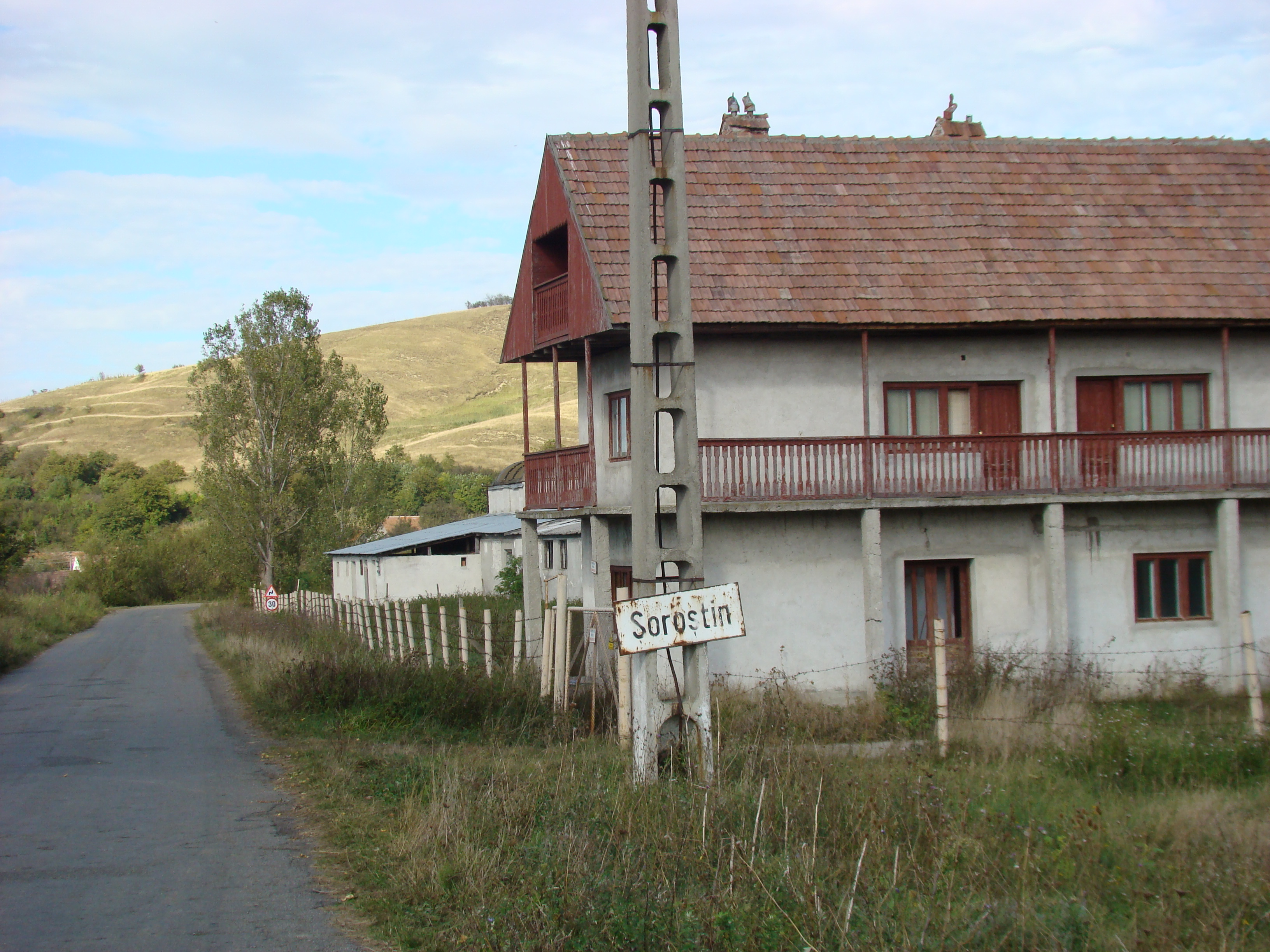
Șoroștin
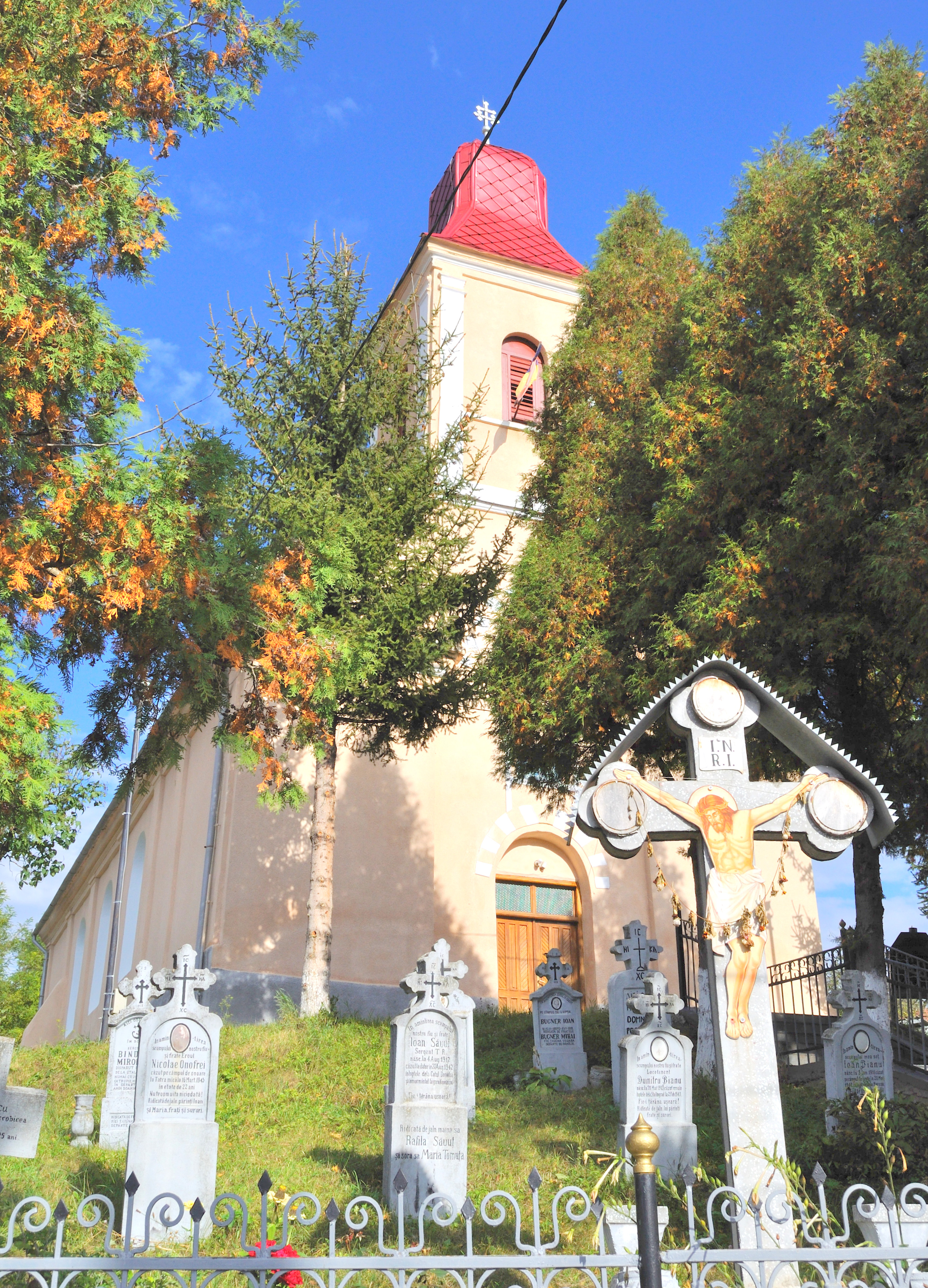
Biserica ortodoxă
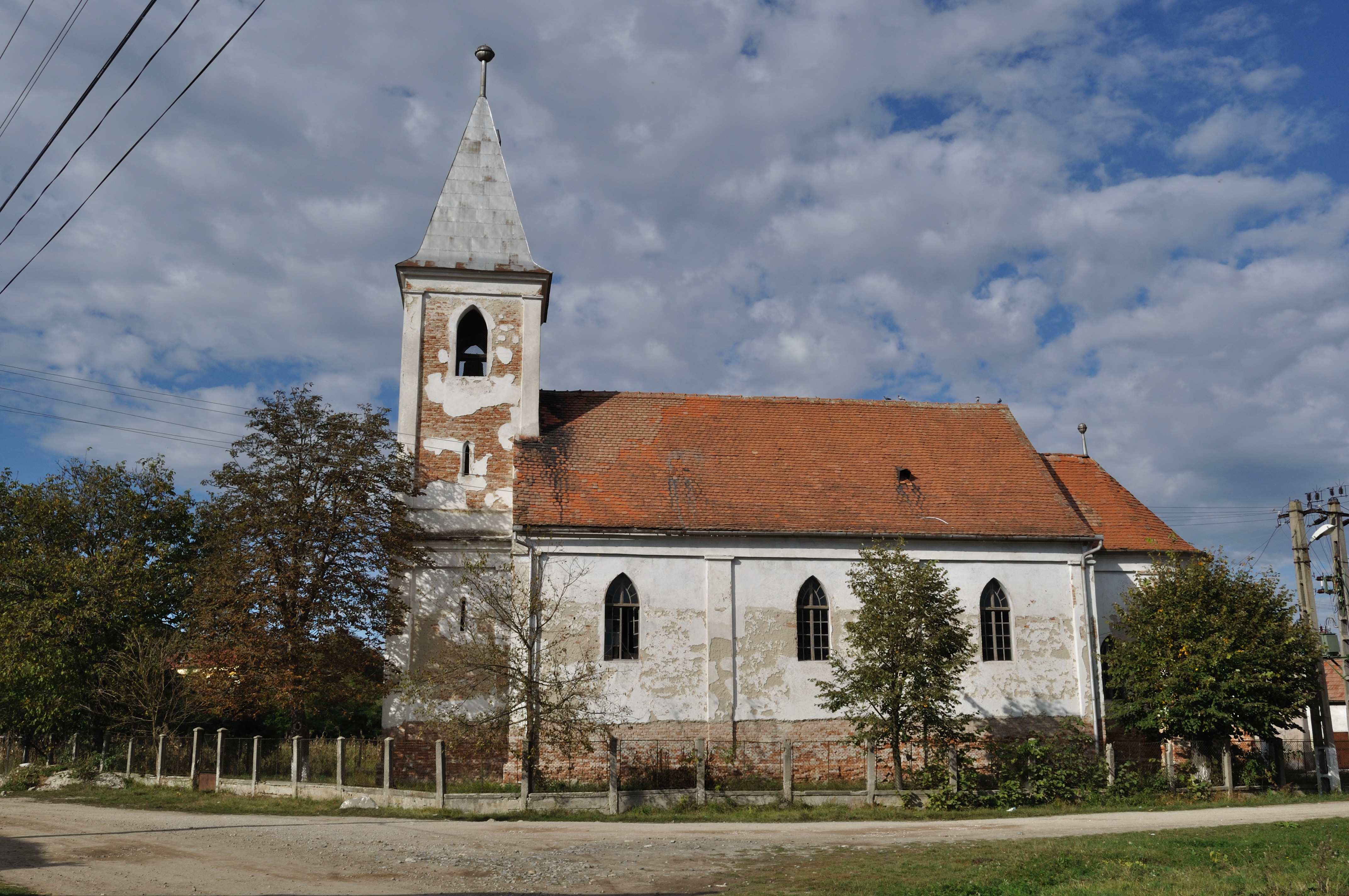
Biserica reformată
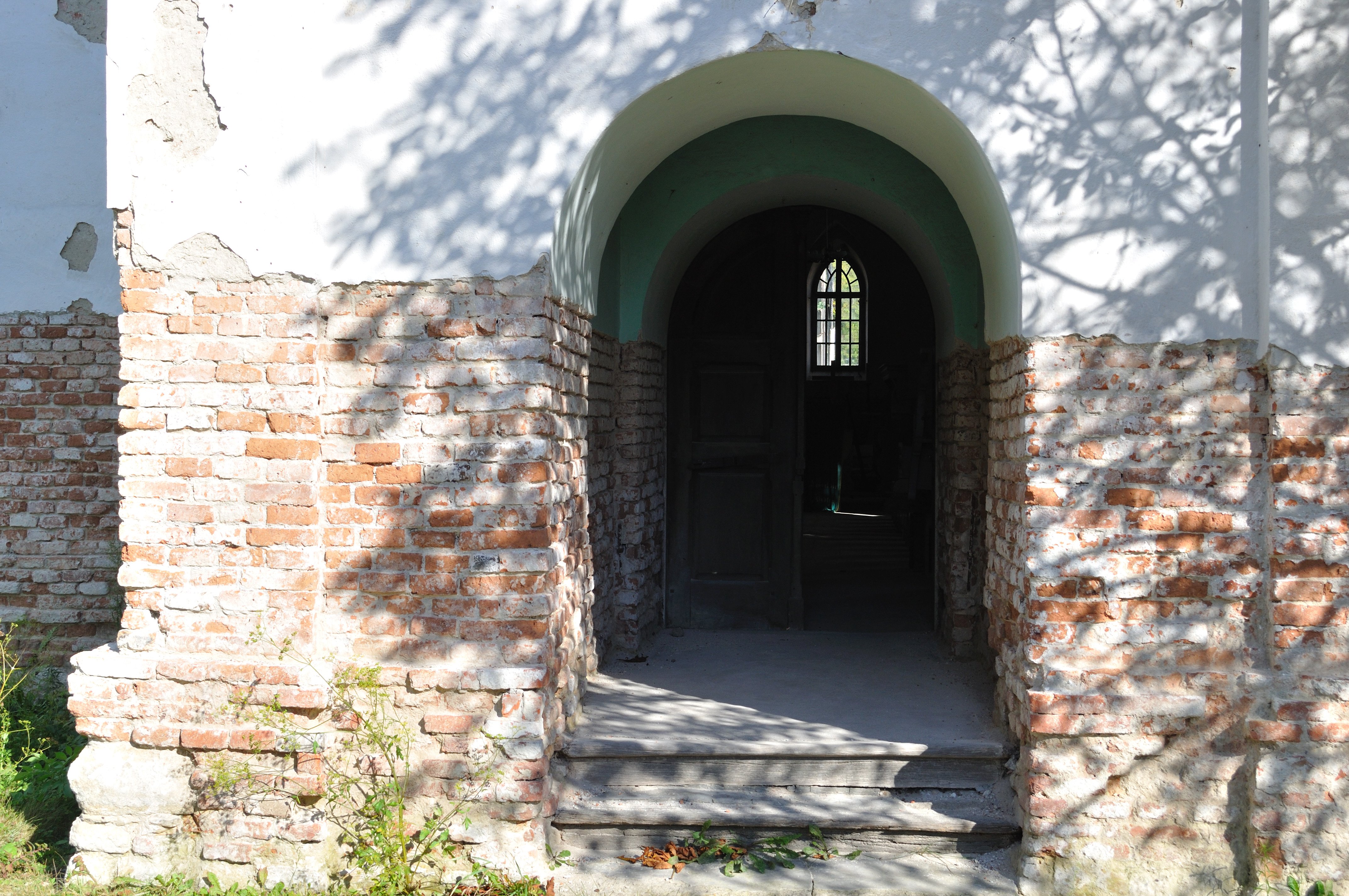
Biserica reformată